# San Clemente, Kalifornien
San Clemente är en stad i Orange County, Kalifornien (USA). År 2005 hade staden 65 338 invånare. San Clemente är Orange Countys sydligaste stad, belägen cirka 10 kilometer söder om San Juan Capistrano.